# Gerhard John (Fußballspieler)
Gerhard John (* 9. Januar 1927; † 15. November 2019) war ein deutscher Fußballspieler. Von 1948 bis 1958 spielte er in Brieske Erstligafußball.

## Sportliche Laufbahn
Von 1948 an war Gerhard John im ostdeutschen Erstligafußball im brandenburgischen Brieske aktiv. Zunächst nannte sich seine Mannschaft SG Grube, ab 1949 BSG Franz Mehring Marga, ab 1950 Aktivist Brieske Ost und ab Oktober 1954 SC Aktivist Brieske-Senftenberg. Er begann 1948/49 mit der SG Grube Marga in der Fußball-Landesklasse Brandenburg, in dieser Saison eine von vier höchsten Spielklassen in der Sowjetischen Besatzungszone (SBZ). Als 1949 die DS-Liga (später DDR-Oberliga) als höchste Fußball-Liga in der SBZ gegründet wurde, war John mit der nun als Betriebssportgemeinschaft (BSG) Franz Mehring Marga antretenden Mannschaft dabei. Er kam in alle 26 Spielen zum Einsatz und wurde als Verteidiger aufgeboten. In der Abwehr spielte John bis zum Ende seiner Oberligalaufbahn, die bis 1958 andauerte. Zur Saison 1953/54 wurde er zum Mannschaftskapitän bestimmt, und die Spielzeit 1956 (Wechsel zum Kalenderjahr-Spielrhythmus) wurde zu seiner erfolgreichsten Saison. Er bestritt zum vierten Mal alle Oberligaspiele, erzielte in der Begegnung SC Aktivist – SC Motor Karl-Marx-Stadt (3:0) sein einziges Oberligator und erreichte mit seiner Mannschaft den größten Erfolg in ihrer Oberligazeit – die Vizemeisterschaft. Nach dem Ende der Saison 1958, in der als 31-Jähriger nur zwei Punktspiele versäumt hatte, zog sich Gerhard John aus der Oberliga zurück. Innerhalb von neun Spielzeiten hatte er 247 Meisterschaftsspiele in der Oberliga bestritten. Als Freizeitfußballer war er anschließend noch bei der fünftklassigen Bezirksklassenmannschaft der BSG Brieske Ost aktiv.